# 서울침례교회
서울침례교회(-浸禮敎會, Seoul Baptist Church)는 서울 중구 서애로 3 (충무로 5가)에 있는 기독교한국침례회 소속의 교회이다.

## 역사
서울침례교회는 한국전쟁 이후 남침례교단에서 처음으로 설립한 교회로서 한국 침례교단의 모교회(母敎會)라고 할 수 있다. 이동원 목사도 이 교회에서 사역을 하였다.

## 같이 보기
- 침례교
- 기독교한국침례회

== 외부 링크 
서울침례교회